# The Phantom Happiness
The Phantom Happiness è un cortometraggio muto del 1915 diretto da George Terwilliger. Sceneggiato da Shannon Fife, il film aveva come interpreti Ormi Hawley, Earl Metcalfe, Rosetta Brice, William H. Turner.

## Produzione
Il film fu prodotto dalla Lubin Manufacturing Company.

## Distribuzione
Distribuito dalla General Film Company, il film - un cortometraggio in tre bobine - uscì nelle sale statunitensi il 2 settembre 1915.